# Stichvilla
La Stichvilla est une villa de jardin située dans la ville allemande de Weißenburg, district de Moyenne-Franconie, en Bavière. Le bâtiment, situé Eichstätter Straße 12, est inscrit sur la liste des monuments de Bavière sous le numéro de monument D-5-77-177-128.

## Description
La Stichvilla est située dans un parc d'une superficie d'1,3 hectare, également classé monument historique, qui a été aménagé en jardin anglais en 1883. À l'ouest, le parc de la villa est bordé par le lac Seeweiher. La Stichvilla a été construite en 1831, comme d'autres villas de Weissenburg, lorsque les citoyens les plus aisés, principalement des industriels, ont quitté le centre-ville densément peuplé pour vivre en dehors des portes de la ville au XIXe siècle. L'édifice néoclassique est un bâtiment de deux étages à deux ailes avec un toit à pignon ainsi qu'une petite extension d'un étage datant de 1880.
La dernière rénovation de la Stichvilla a eu lieu dans les années 1970. Fin février 2012, de nouvelles modifications ont été apportées. En septembre 2012, une crèche de 15 places s'est installée dans le bâtiment. Autrefois, le club des seniors de l'Arbeiterwohlfahrt était situé ici.